# Resolució 1596 del Consell de Seguretat de les Nacions Unides
La Resolució 1596 del Consell de Seguretat de les Nacions Unides fou adoptada per unanimitat el 18 d'abril de 2005. Després de recordar totes les resolucions anteriors sobre la situació a la República Democràtica del Congo, incloses les resolucions 1493 (2003), 1533 (2004), 1552 (2004), 1565 (2004) i 1592 (2005), el Consell va ampliar l'embargament d'armes per incloure tots els beneficiaris d'armes al país i va imposar una prohibició de viatge i congelació d'actius als que violaven l'embargament.
La resolució va ser redactada per França.

## Resolució

### Observacions
En el preàmbul de la resolució, el Consell de Seguretat va expressar la seva preocupació per la presència de grups armats i milicians a l'est de la República Democràtica del Congo, particularment a Kivu Nord i Kivu Sud i la província d'Ituri, alhora que acollia amb beneplàcit que alguns grups haguessin començat a enviar un inventari de les armes i material que tenien. Va expressar la seva disposició a revisar les disposicions de les resolucions 918 (1994), 997 (1995) i 1011 (1995). El Consell també va condemnar el flux d'armes per i dins del país.
Mentrestant, el Consell va recordar la necessitat que el govern de transició implementés la integració de les forces armades. Va donar la benvinguda als esforços polítics per aconseguir la pau i l'estabilitat a la República Democràtica del Congo pel Secretari General de les Nacions Unides, la Unió Africana i altres.

### Actes
Actuant en virtut del Capítol VII de la Carta de les Nacions Unides, el Consell va ampliar l'embargament d'armes contra grups armats i milícies a tots els receptors d'armes a la República Democràtica del Congo, excepte els militars i policies que han completat la integració i l'equip no letal destinat a usos humanitaris o de protecció. Es va demanar a la Missió de les Nacions Unides a la República Democràtica del Congo (MONUC) que seguís supervisant les operacions a les províncies de Kivu Nord, Sud i Ituri. Es va instar les parts d'aquestes regions a adherir-se al desarmament, desmobilització i reintegració d'excombatents estrangers i congolesos.
Mentrestant, a Burundi, Rwanda, Uganda i altres estats de la regió dels Grans Llacs d'Àfrica se'ls va demanar controlar el trànsit aeri i evitar que els avions volessin en contra de la Convenció de Chicago, amb el govern congolès controlant els aeròdroms a les províncies de Kivu Nord, Kivu del Sud i Ituri. Es va demanar als països que limiten amb les tres províncies que augmentessin el control fronterer.
La resolució també va subratllar que els individus identificats per un comitè a actuant en violació de les sancions tindrien els seus actius congelats i se'ls imposaria una prohibició de viatjar. Els estats de la regió havien d'informar en un termini de 45 dies sobre les mesures que havien pres per aplicar les demandes del Consell de Seguretat. Finalment, es va demanar al secretari general Kofi Annan que restablís un panel d'experts per supervisar l'aplicació de les sancions durant un període fins al 31 de juliol de 2005.